# Шимон Візунас Шидловський
Ши́мо́н або Шимо́нас Візу́нас Шидло́вський (біл. Сымон Візунас Шыдлоўскі, пол. Szymon Wizunas Szydłowski, лит. Simonas Vizūnas Šidlauskas; між 1833 і 1834, Вітебський повіт, Російська імперія ― 10 (?) березня 1908, Львів, Австро-Угорщина) ― вітебський хорунжий литовського походження, учасник Січневого повстання 1863—1864 років, представлений у білоруській, польській і литовській історичній пам'яті.

## Життєпис
Відомості про життя Шимона Візунаса Шидловського є суперечливими, оскільки після участі у Січневому повстанні він мусив втікати з Російської імперії та переховуватися під прибраним ім'ям.
Народився у маєтку на Вітебщині й походив зі шляхетського роду Великого князівства Литовського. Дістаючи початкову освіту у Вітебську, він багато подорожував з батьками, зокрема, був у Римі, а згодом розпочав навчання, імовірно, у Миколаївській академії Генерального штабу у Санкт-Петербурзі, де здобув військовий диплом і чин офіцера.
Навчаючись у столиці імперії, він, завдяки своїм знанням, звертав на себе увагу царя Олександра II. Також Шидловський познайомився з майбутньою румунської королевою та поетесою Єлизаветою Нойвідською, і згодом стверджував, що певний час між ними тривало листування.
Служив ад'ютантом генерала Федора Федоровича Трепова, який брав участь у придушенні обох повстань на теренах колишньої Речі Посполитої. Нібито врятував генералу життя під час замаху.
Нехтуючи світським життям і кар'єрними перспективами, обирає шлях боротьби за свою батьківщину, і 1 жовтня 1861 року на урочистих зборах під час святкування річниці Городельської унії Шидловського було обрано хорунжим Вітебської землі.
На збережених світлинах пізнішого часу він тримає корогву з костелу містечка Сураж, на якій зображено образ Богоматері в оточенні гербів Польщі (орел у короні), Литви (Погоня) і Русі (Архангел Михаїл зі схрещеними мечами). Цю корогву він зберігав упродовж усього життя, лише у похилому віці передавши її Товариству учасників Січневого повстання у Львові. По його смерті, 1923 року вона стала реліквією львівського кадетського корпусу.
Шидловський багато мандрував, об'їздивши й обійшовши пішки Поділля, Волинь, Королівство Польське й «цілу Литву», до якої ставився з великою повагою.
Оповідаючи про Січневе повстання, він згадує низку географічних назв. Так у сутичці «під Лосицями коло Брест-литовського» його було уражено багнетом у живіт. Згодом він брав участь у нападі на Сураж, а «під Червонкою в Августівському» ― імовірно, наприкінці жовтня 1863 року ― дістав кульове поранення у праву руку, після якого назавжди втратив здатність нею володіти. Знесилений травмою, переховувався й лікувався у селянській лісовій хижі.
По тому був змушений жити за межами Російської імперії та, за його власними свідченнями, бачився з батьком у Марселі, а брат кликав його до себе, до Лондона. Утім, врешті-решт Шидловський припинив спілкування з родичами, оселившись в австрійському Львові. Литва лишається для нього близькою, хоча й політично неприйнятною:
|  | Я думаю про Литву й люблю її тою, якою знав за часів моєї молодості. Зв'язку із нею не втратив, бачу литовську молодь, мене відвідують люди з тих країв. Знаю я, що там відбувається, знаю нове спрямування їхніх прагнень, а через те, власне, не хотів би вже повертатися до Литви. Моя Литва була польською, а з новою Литвою я не зміг би погодитись. Не розумію сепаратизму. Ми присягли Унії! Оригінальний текст (пол.) [] Помилка: [undefined] Помилка: {{Lang}}: немає тексту (допомога): немає тексту (допомога)O Litwie myślę i kocham ją taką, jaką znałem w młodości. Związków z nią nie zerwałem. Widuję młodzież litewską; odwiedzają mnie ludzie z tamtych stron kraju. Wiem co się tam dzieje, znam nowe kierunki ich pojęć, dla tego właśnie nie chciałbym już wracać na Litwę. Moja Litwa była polska, z nową Litwę nie mógł bym się pogodzić. Separatyzmu nie pojmuję. Przysięgaliśmy na Unję! |

За свідченнями історика та учасника Січневого повстання Юзефа Бялині-Холодецького, у галицькій столиці Шидловський багато років поспіль лишався «таємничим поборником свободи» у «селянському вбранні», брав участь у патріотичних святкуваннях та був монастирським економом у «сестер Милосердя», шариток (ekonomiczny zarządca posiadłości klasztornych SS. Miłosierdzia).
Помер у Львові. За словами єпископа Владислава Бандурського, який промовляв над могилою, Шидловський мав 75 років.

## Пам'ятник на Личаківському цвинтарі
Після смерті Шидловського полковник Юзеф Міневскій, який також був учасником Січневого повстання, заопікувався пам'яттю про хорунжого. Він замовив скульптуру у майстерні Олександра Загурського, яка «з великою точністю відтворює образ імовірного князя, вбраного у селянську свиту». Пам'ятник став символом єднання шляхти з народом і був встановлений на могилі Шидловського. На першій таблиці під монументом уміщено наступне:
|  | З нашого праху повстануть месники Останні члени Національного уряду, страчені 5 серпня 1864 року у Варшаві Єзьоранський Ян, Краєвський Рафал, Трауґутт Ромуальд, Точиський Юзеф, Жулінський Роман Пам'яті тих, хто змагаючись за свободу українського народу, став жертвою своїх ідеалів 10 травня (28 квітня) 1864 року у Солов'ївці (20 прізвищ) Полеглі і страчені у 1863/4 роках (30 прізвищ) |

На другій таблиці, яку тривалий час було втрачено, але відновлено після 2013 року, ― ще один перелік полеглих:
|  | Загиблі під Дубичами 13 травня 1863 року Розстріляні у Вільні у 1863 році Повішені у Мінську Литовському у 1863 році Розстріляні у Могильові 6 червня 1863 року Полеглі |

Пам'ятник встановили на узвишші, у віддаленій частині Личаківського цвинтаря, яку називають Гірка повстанців (пол. Górka Powstańcza). Окрім Шидловського, на полі, позначеному сталевими хрестами, поховано інших борців проти царату, серед яких член польського Центрального національного комітету Броніслав Шварце, вчений Бенедикт Тадеуш Дибовський та інші.

## Дослідження обставин життя

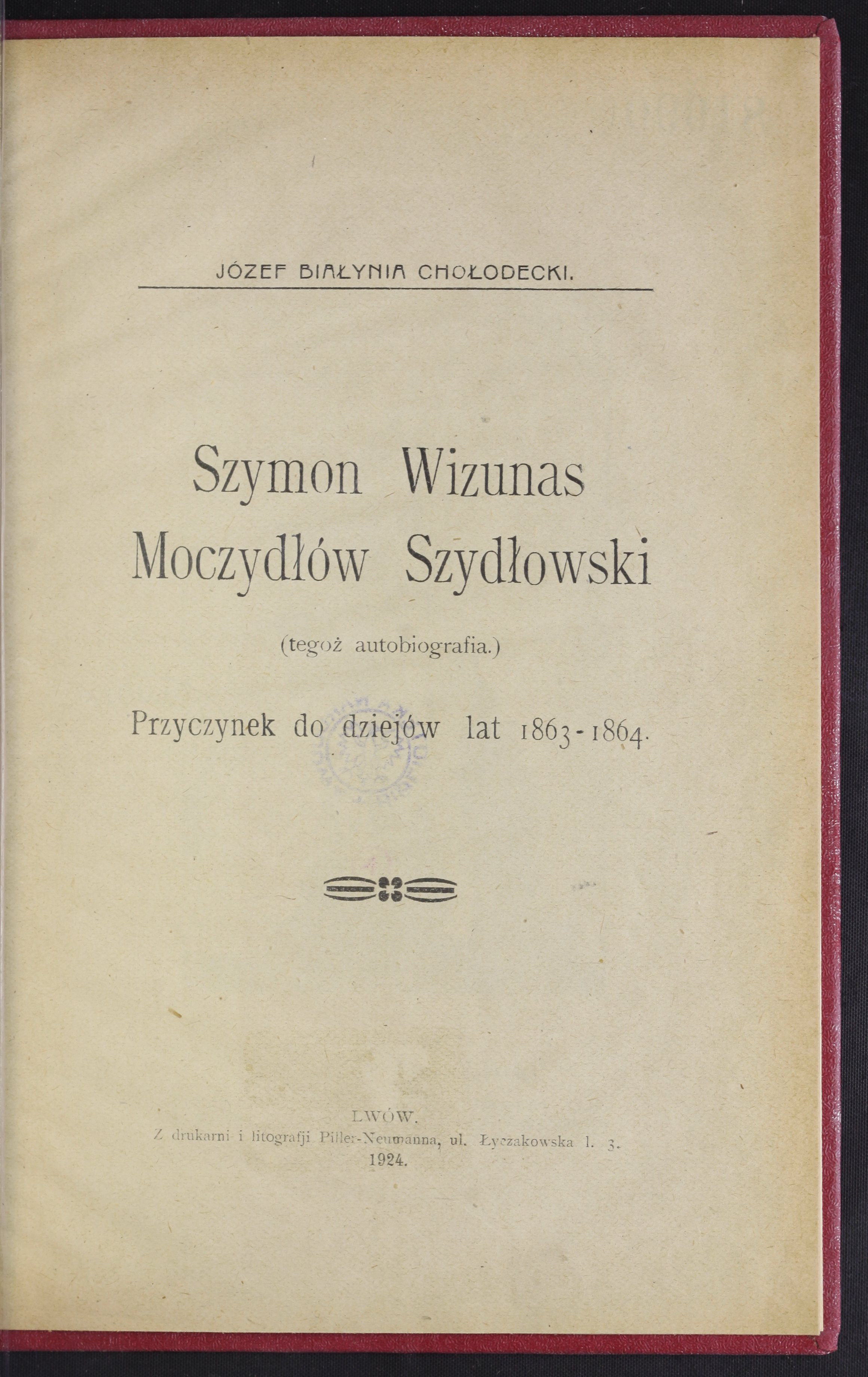
Видання автобіографії Шидловського 1924 року.

Джерелом відомостей про життя Шидловського є книга, упорядкована й видана 1924 року Юзефом Бялинею-Холодецьким. Вона містить переднє слово упорядника, майже сім сторінок уривчастих автобіографічних нотаток Шидловського та вірш «Пам'яті Візунаса» львівської поетеси Марії Мазурківни.
Упорядник Холодецький пише, що оприлюднені автобіографічні нотатки диктував сам Шидловський напередодні своєї смерті, а їхній рукопис згодом опинився у полковника Юзефа Міневського. Холодецький характеризує цей рукопис так:
|  | Спогади та описи тих подій є, однак, поверховими, імлистими, без визначених дат, часто без імен дійових осіб, оманливими, а відтак малокорисними. Уже хибувала, вочевидь, стареча пам'ять. Оригінальний текст (пол.) [] Помилка: [undefined] Помилка: {{Lang}}: немає тексту (допомога): немає тексту (допомога)Wspomnienia te i opisy wypadków są jednak pobieżne, wodniste, bez dat chronologicznych, częstokroć bez nazwisk działających osób, bałamutne, a tym samem mniej użyteczne. Niedopisywała już widocznie pamięć starcowi. |

У тексті Шидловського повідомляється, як він раніше кілька разів намагався записати свої спогади, однак на заваді ставало те, що йому важко робити це лівицею, а його праву руку було скалічено під час Січневого повстання.